# Fritz Walter (ur. 1960)
Fritz Walter (ur. 21 lipca 1960 w Heidelbergu) – piłkarz niemiecki występujący na pozycji napastnika.
W latach 1983–1997 występował kolejno w SV Waldhof Mannheim, VfB Stuttgart i Arminii Bielefeld. W Mannheim ustanowił klubowy rekord strzelonych bramek w Bundeslidze (55 w czterech sezonach). W 1987 roku przeszedł do VfB Stuttgart, dochodząc z tym klubem do finału Pucharu UEFA w sezonie 1988/1989 (w dwumeczu finałowym porażka z SSC Napoli 1:2 i remis 3:3). W 1992 zdobył mistrzostwo Niemiec i koronę króla strzelców Bundesligi (22 bramki). Łącznie w siedmiu sezonach (do 1993/1994) zdobył w barwach klubu ze Stuttgartu 102 bramki w meczach ligowych.
W sezonie 1995/1996 strzelił w barwach Arminii Bielefeld 21 bramek, zostając najlepszym strzelcem 2. Bundesligi i przyczyniając się do awansu zespołu do ekstraklasy. W kolejnym sezonie występował sporadycznie, a karierę zakończył w sezonie 1997/1998 w barwach SSV Ulm 1846.
W 1988 zdobył w Seulu brązowy medal letnich igrzysk olimpijskich.